# Солници
Со̀лниците са малки изкуствени водоеми, създавани с цел производство на сол от морска вода. Морската вода се подава в резервоари, след което водата се отстранява чрез естествено изпаряване, а солта се утаява на дъното на резервоара. Такива резервоари са също място за почивка и пасище за много видове водни птици, включително застрашени видове. Солените водоеми обикновено са разделени от язовири.

## Оцветяване
В солените водоеми, поради различни концентрации на водорасли, водата може да има различни ярки цветове – от бледозелено до яркочервено. Цветът показва солеността на резервоара. Микроорганизмите променят своите нюанси в зависимост от това колко висока е солеността на водоема. Когато солеността е над средната или висока концентрация при водорасли, наречени Dunaliella salina, водата променя цвета си в червено. Милиони малки ракообразни, като Artemia salina, създават оранжев нюанс на водата при умерена соленост. Бактерии, като Stichococcus, също допринасят цветни нюанси.

## Известни солници
- Солни водоеми в залива Сан Франциско, САЩ, собственост на компанията „Каргил“
- Солни водоеми близо до Мъртво море в Израел и Йордания
- Солни водоеми „Useless Loop“ и „Onslow“ в Западна Австралия
- Солни водоеми на север от Пудучъри, Индия
- Солни водоеми във Франция (Ег-Морт, Олон-сюр-Мер, Геранд; островите Ре, Нуармуте и Олерон)
- Две функциониращи солници на българското черноморско крайбрежие – Бургаските и Поморийските

## Солодобив в България
В района на Провадия традиционно е провеждан солодобив. През 1922 г. се съобщава за извор с 19% солена вода, а синдикатът «Общ подем» се сдобива с концесия за индустриализиране на солното производство под ръководството на руския солопроизводител Черняк.